# Sega (azienda)
Sega (株式会社セガ?, Kabushiki gaisha Sega, Sega Corporation), acronimo di Service Games, è una società multinazionale giapponese che sviluppa e pubblica videogiochi, sia arcade sia per piattaforme domestiche, con sede a Tokyo.
Ha sviluppato e pubblicato anche console con il proprio marchio dal 1983 al 2001, ma dopo una ristrutturazione aziendale interna annunciata il 31 gennaio 2001 ha decretato la fine della produzione di ogni console. Da allora la produzione di arcade è continuata, ma la riorganizzazione ha portato la compagnia a focalizzarsi nello sviluppo di videogiochi destinati a console di terze parti.

## Storia

### Le origini e i successi arcade (1940–1982)
Venne fondata nel 1951 da David Rosen, un ufficiale della US Army Air Force che dopo la seconda guerra mondiale si trasferì definitivamente in Giappone poiché in servizio presso quel Paese, con il nome di Rosen Enterprises. All'inizio l'attività aveva ad oggetto l'esportazione di oggetti d'arte. Verso la fine degli anni cinquanta, Rosen ne cambiò il nome in Standard Games. L'attività consisteva anche nell'importazione, dagli Stati Uniti d'America, di cabine per le fototessere e, soprattutto, di giochi elettromeccanici a moneta. La Standard Games continuò ad espandersi. Nel 1965 la compagnia acquistò una casa produttrice di jukebox e la fuse con la Standard. Durante il processo di fusione la compagnia venne rinominata Sega, un'abbreviazione di "SErvice GAmes". Ben presto la Sega iniziò a produrre i propri giochi ed a competere con quelli importati dagli USA; il primo dei quali fu Periscope, prodotto nella seconda metà degli anni 1960.
Nel 1970 la Sega venne acquistata dal gruppo Gulf+Western, al quale apparteneva la Paramount Pictures. Tra la fine degli anni settanta ed i primi anni ottanta, la Sega produsse videogiochi arcade ed altro software per le prime console da videogame, come l'Atari 2600 ed il Colecovision. La Sega non era ancora esattamente un gigante in questo campo, tuttavia dopo l'acquisizione di Gremlin Industries nel 1978, iniziò a pubblicare i primi videogiochi, alcuni dei quali di successo come Turbo (che venne confezionato assieme al controller a forma di volante del Colecovision), Frogger, Gee Bee e Zaxxon.
La Sega Enterprises, una sussidiaria con sede negli USA specializzata nello sviluppo di software per console, nel 1983 venne venduta alla Bally Technologies, una potente casa produttrice di flipper e videogiochi arcade. Ben presto anche la Sega of Japan venne venduta ad un gruppo di investitori giapponesi, prendendo il nome di Sega Enterprises, Ltd. A partire dagli inizi degli anni 1980 la societá produsse un certo numero di famosi e fortunati giochi arcade, sviluppando l'R-360 e nuove tecnologie dedicate come il Sega System 16 e rinforzando la propria presenza e posizione specialmente nel mercato statunitense.

### Ingresso nel mercato delle console di videogiochi (1982–1989)

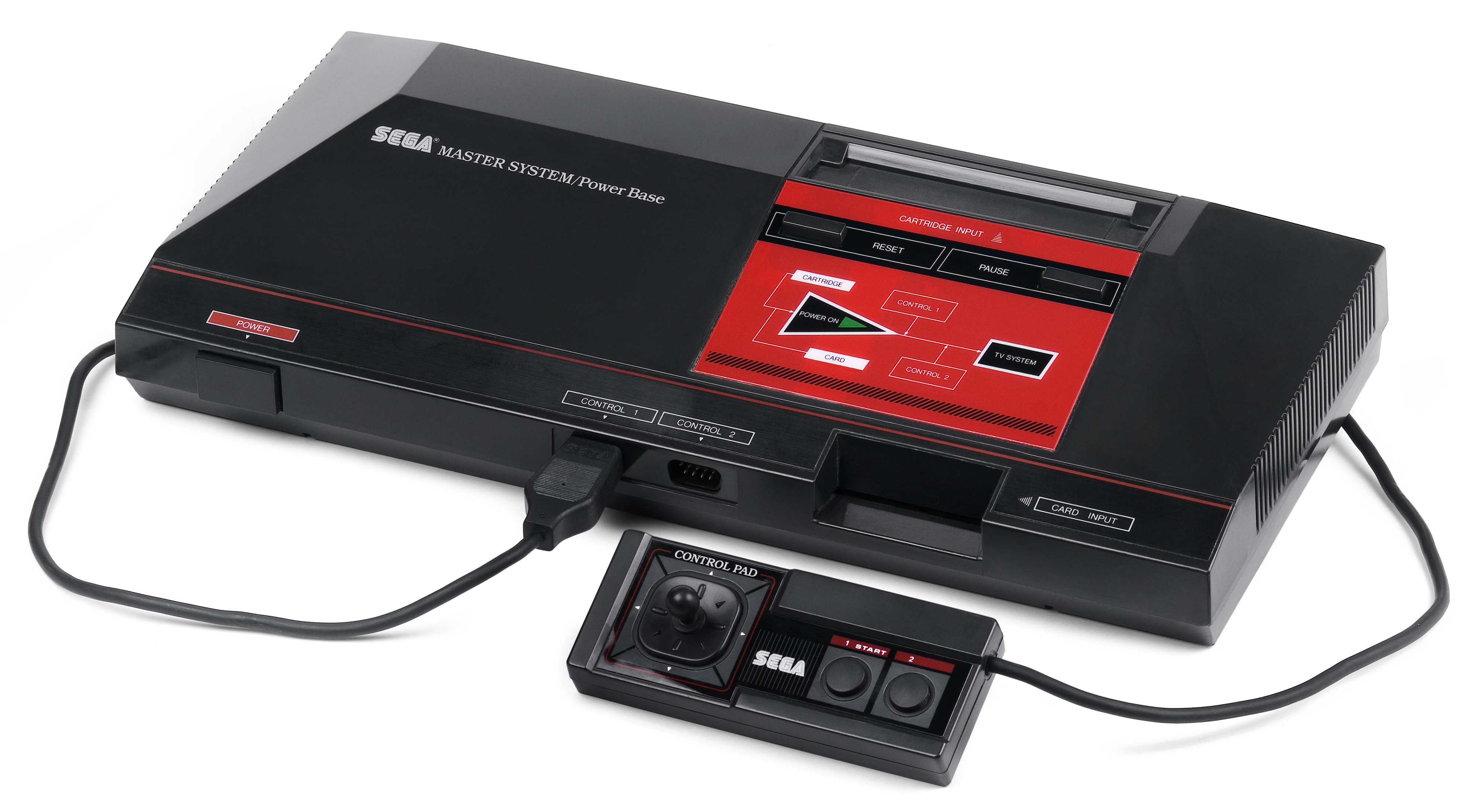
Un Sega Master System.

In seguito al "crack dei videogiochi del 1983", le industrie di videogiochi da casa americane si trovavano in crisi: la maggioranza dei consumatori, infatti, aveva rinunciato alle console per comprare economici e funzionali home computer. Tutte le più famose case produttrici di console dei primi anni ottanta (come Atari, Mattel e Coleco) smisero di vendere videogiochi, tentarono disperate svendite o fallirono. Allo stesso tempo, in Giappone, il SG-1000 Mark III di casa Sega si contendeva il podio con la console di punta della Nintendo, il Famicom. Dopo il successo del lancio della versione americana del Famicom, il NES, la Sega decise di esportare anche il proprio Mark III negli Stati Uniti d'America.
In seguito a questa decisione, il Mark III venne ribattezzato nel 1986 Sega Master System, e riorganizzato completamente nel design. Il lancio della nuova console ebbe un discreto riscontro; ma nonostante fosse dotata di un hardware superiore rispetto a quello del NES, disponesse di una vasta gamma di accessori interessanti e venisse distribuito dalla Tonka, il NES controllava il 90% del mercato dei videogiochi poiché traeva vantaggio da un esordio di successo e da un'enorme quantità di case produttrici di videogame esterne estremamente fedeli. Infatti, queste aziende, all'epoca, non potevano produrre giochi per altre console, per cui, gli unici produttori di videogiochi che potessero lavorare per il Master System furono la stessa Sega, l'Activision ed i Parker Brothers.
Giochi come Out Run (1986), After Burner (1987) e Shinobi (1987) permisero di accumulare un notevole capitale per il futuro investimento nei coin-op, tuttavia la combinazione di un marketing scadente, un cattivo tempismo, la mancanza di produttori esterni favorirono il declino del Sega Master System. La console ebbe tuttavia un buon successo in Europa e un ottimo successo in America latina, soprattutto in Brasile.

### Mega Drive, Sonic the Hedgehog, e il successo di massa (1989–1994)

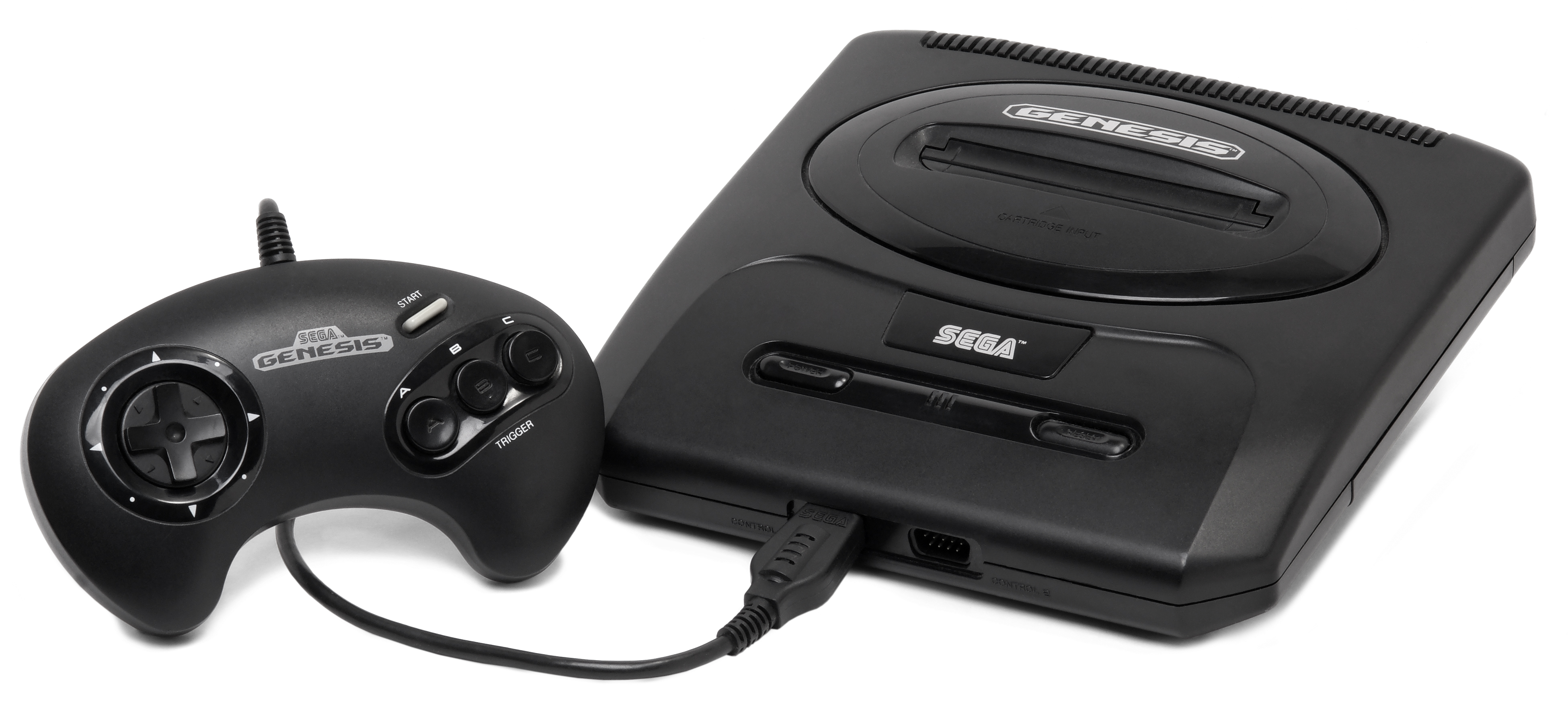
Il Sega Mega Drive nella sua versione americana chiamata Sega Genesis

Con il mercato dei giochi arcade ancora una volta in crescita, Sega era uno dei marchi di giochi più riconosciuti alla fine degli anni '80. Nelle sale giochi, la società si concentrò sul rilascio di giochi per soddisfare gusti diversi, inclusi giochi di corse e scorrimento laterale. Sega lanciò il successore del Master System, il Mega Drive, in Giappone il 29 ottobre 1988. Il lancio venne oscurato dal rilascio di Super Mario Bros. 3 di Nintendo una settimana prima. Riviste come Famitsū e Beep! contribuirono a creare un'opinione positiva attorno alla console, ma Sega vendette solo 400.000 unità nel primo anno. Il Mega Drive lottò per competere contro il Nintendo Entertainment System ed è rimasto indietro rispetto al Super Nintendo Entertainment System di Nintendo e al PC Engine di NEC nelle vendite giapponesi per tutta l'era dei 16 bit. Per il lancio in Nord America, dove la console venne ribattezzata Genesis, Sega non era organizzata per la vendita e il marketing. Dopo che Atari rifiutò un'offerta per commercializzare la console nel Nord America, Sega la distribuì attraverso la propria filiale Sega of America. Il Genesis comparve nei negozi di New York e Los Angeles il 14 agosto 1989 e nel resto del Nord America nello stesso anno. La versione europea della console mantenne il nome originale e venne rilasciata nel settembre 1990.
L'ex dirigente Atari e nuovo presidente di Sega of America Michael Katz ideò una strategia divisa in due parti per aumentare le vendite in Nord America. La prima parte prevedeva una campagna di marketing per sfidare Nintendo e sottolineare l'esperienza più simile all'ambiente arcade disponibile sul Genesis, con slogan tra cui "Genesis does what Nintendon't". Poiché Nintendo possedeva i diritti per console della maggior parte dei giochi arcade dell'epoca, la seconda parte della strategia prevedeva la creazione di una libreria di giochi che utilizzasse i nomi e le sembianze di varie celebrità, come Michael Jackson's Moonwalker e Joe Montana Football. Tuttavia, Sega ebbe difficoltà a superare la penetrazione di Nintendo nelle case. Nonostante l'incarico dato da Nakayama di vendere un milione di unità nel primo anno, Katz e Sega of America ne vendettero solo 500.000.

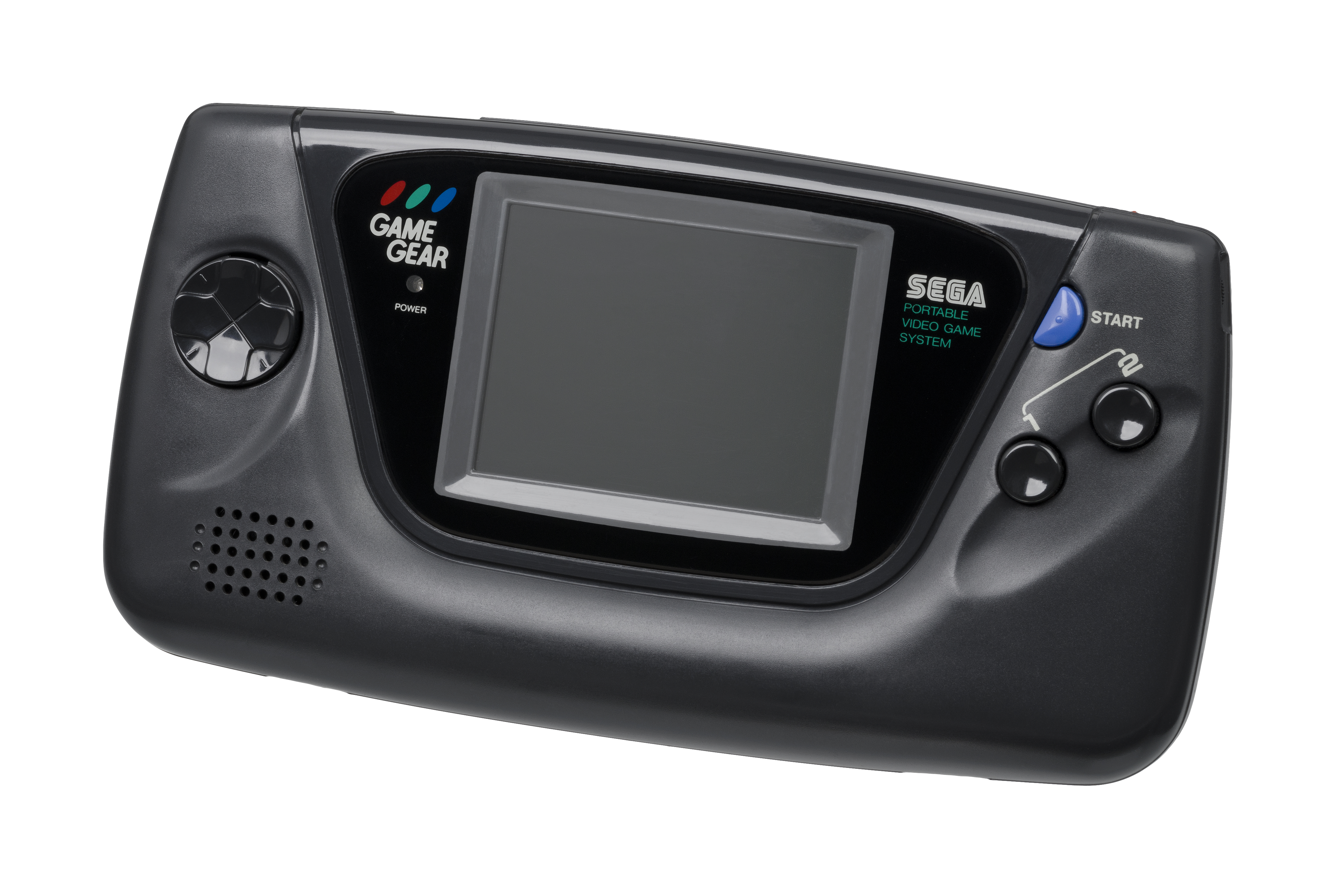
Un Sega Game Gear

Nel 1990 la società commercializzò il Game Gear, una console portatile, per competere con il Nintendo Game Boy. La console venne progettata per essere una versione portatile del Master System, e vantava una potenza maggiore del Game Boy, incluso uno schermo completamente a colori, contrariamente allo schermo monocromatico del Game Boy. Ciononostante, a causa della breve durata delle batterie, una mancanza di giochi originali ed un debole supporto da parte di Sega, le vendite del Game Gear non superarono mai quelle del Game Boy, arrestandosi approssimativamente a 11 milioni.

Sonic the Hedgehog, mascotte della compagnia dal 1991

Sega cercava una serie che potesse competere con Super Mario della Nintendo, e allo stesso tempo cercava una nuova mascotte che sostituisse Alex Kidd visto che quest'ultimo non divenne mai molto popolare. Uno degli artisti della compagnia, Naoto Ohshima, disegnò un certo numero di bozzetti e il risultato fu un porcospino con delle scarpe rosse che egli chiamò "Mr. Needlemouse". Questo personaggio fu poi rinominato Sonic the Hedgehog, dando inizio ad uno dei franchise più remunerativi di sempre nella storia dei videogiochi. Il gameplay di Sonic the Hedgehog risale a una demo creata da Yuji Naka, che sviluppò un algoritmo che permetteva ad uno sprite di muoversi velocemente su curve create con il sistema dot-matrix. Il prototipo di Naka era un platform game che prevedeva un personaggio molto veloce che rotolava come una palla attraverso dei tubi; questa idea convolò nel personaggio creato da Ohshima. Il colore blu di Sonic venne scelto per richiamare il logo blu cobalto di Sega. Le sue scarpe si ispirarono agli stivali di Michael Jackson, e la sua personalità al "can-do" di Bill Clinton.
Nakayama assunse Tom Kalinske come CEO di Sega of America a metà del 1990 e Katz se ne andò subito dopo. Kalinske sapeva poco del mercato dei videogiochi, ma si avvalse della consulenza di alcuni esperti del settore. Sostenitore del Freebie marketing, sviluppò un piano in quattro punti: tagliare il prezzo del Mega Drive, creare un team statunitense per sviluppare giochi mirati al mercato occidentale, rinnovare le campagne pubblicitarie aggressive e sostituire il gioco in bundle Altered Beast con Sonic the Hedgehog. Il consiglio di amministrazione giapponese non fu d'accordo, ma il tutto venne approvato da Nakayama, che disse a Kalinske: "Ti ho assunto per prendere le decisioni per l'Europa e l'America, quindi vai avanti e fallo". In gran parte dovuto alla popolarità di Sonic the Hedgehog, durante le feste natalizie del 1991 il Mega Drive superò il suo principale concorrente, il Super Nintendo Entertainment System (SNES). Nel gennaio 1992, Sega controllava il 65% del mercato delle console a 16 bit. Sega superò Nintendo per quattro stagioni natalizie consecutive grazie al vantaggio iniziale del Mega Drive, del prezzo inferiore e di una libreria più ampia rispetto allo SNES al momento del rilascio. La quota del mercato 16 bit di Nintendo scese dal 60% alla fine del 1992 al 37% alla fine del 1993, Sega rivendicò il 55% di tutte le vendite di hardware a 16 bit durante il 1994, e il SNES vendette più del Mega Drive dal 1995 al 1997.
Nel frattempo Sega continuava ad avere successo con i giochi arcade; nel 1992 e 1993, la nuova scheda di sistema arcade Sega Model 1 permise la creazione di Virtua Racing e Virtua Fighter (il primo gioco di combattimento 3D), entrambi sviluppato dallo studio interno Sega AM2, che svolsero un ruolo cruciale nella diffusione della grafica poligonale 3d nel settore dei videogiochi.

### Mega CD, 32X, Saturn, e il calo dei profitti (1994–1999)

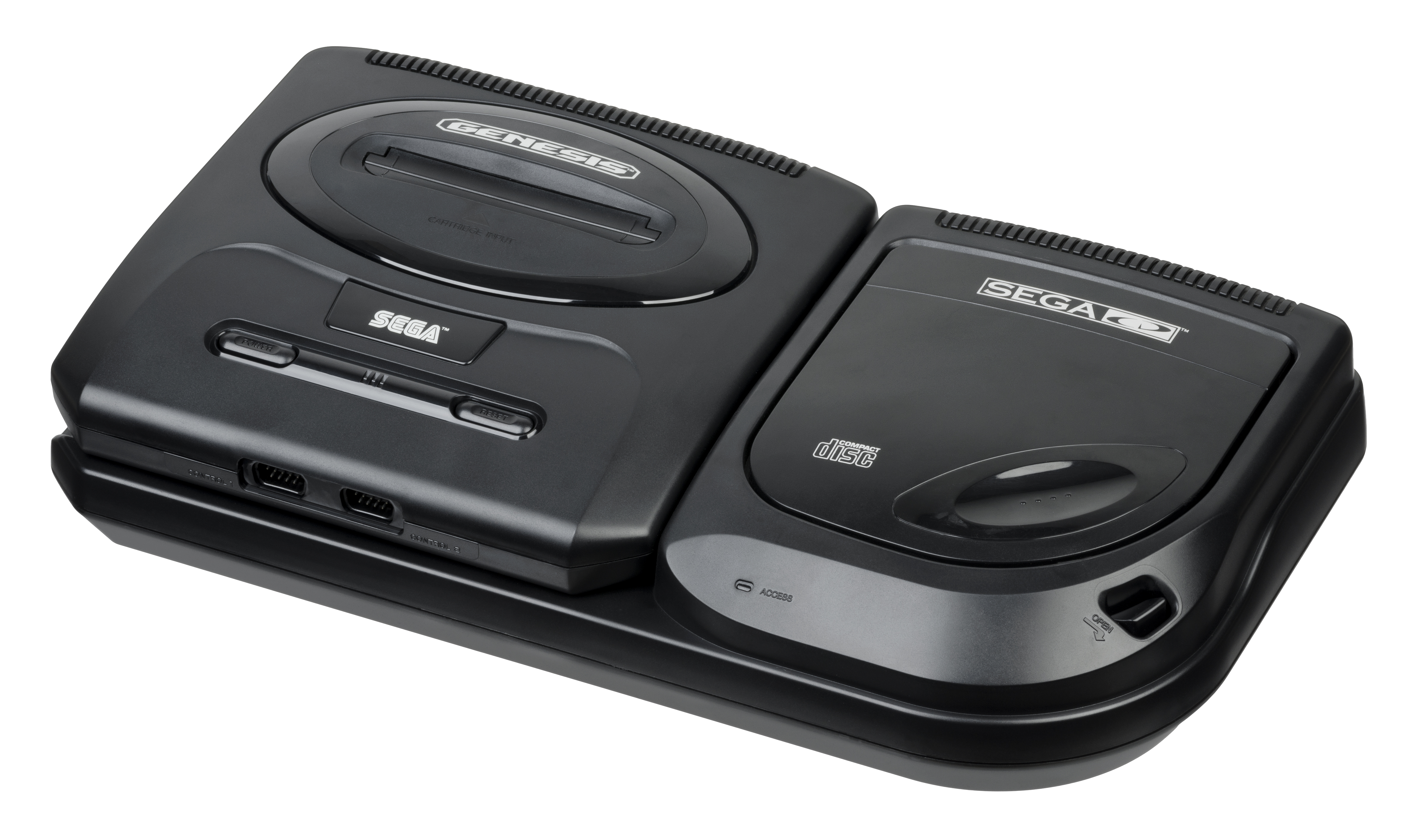
Modello nordamericano di Sega CD connesso ad un Sega Genesis

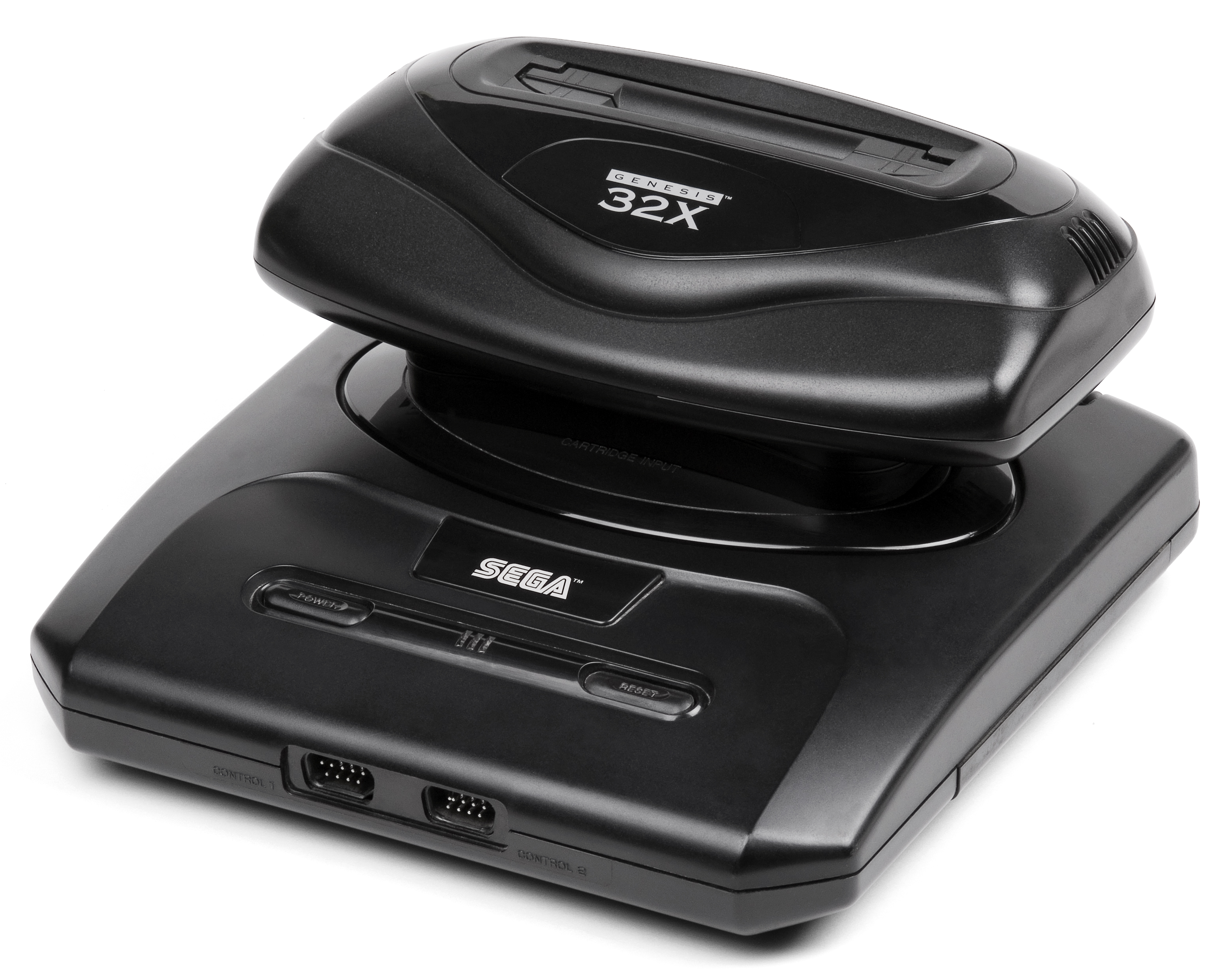
Un 32X connesso ad un Mega Drive. Il 32X non era compatibile con i giochi del Saturn

Nel 1993, Sega iniziò a perdere il dominio del mercato delle console. Il Super Nintendo guadagnava sempre più popolarità ed il Sega Mega CD, un'espansione da tempo annunciata per il Sega Mega Drive che avrebbe permesso ai suoi possessori un gioco di maggiore qualità sfruttando il formato CD-ROM, non vendette molto, a causa di marketing principalmente indirizzato verso i giochi in FMV e del prezzo eccessivo. Nel gennaio 1994, Sega iniziò a sviluppare una periferica per il Mega Drive, il Sega 32X, che avrebbe consentito agli utenti della console di utilizzare giochi a 32 bit. La decisione di sviluppare tale periferica fu presa da Nakayama e supportata da Sega of America. Il 32X non sarebbe stato compatibile con il Saturn, ma l'allora dirigente Richard Brudvik-Lindner chiarì che il 32X, nonostante usasse il Mega Drive come base, avrebbe avuto la stessa architettura del Saturn. Sega lanciò dunque il 32X il 21 novembre 1994 in nord America, 3 dicembre 1994 in Giappone, e a gennaio 1995 nei territori europei, ad un prezzo che corrispondeva a circa la metà di quello del Saturn. Nonostante ciò, l'interesse per il 32X calò già dopo le vacanze natalizie del 1994.

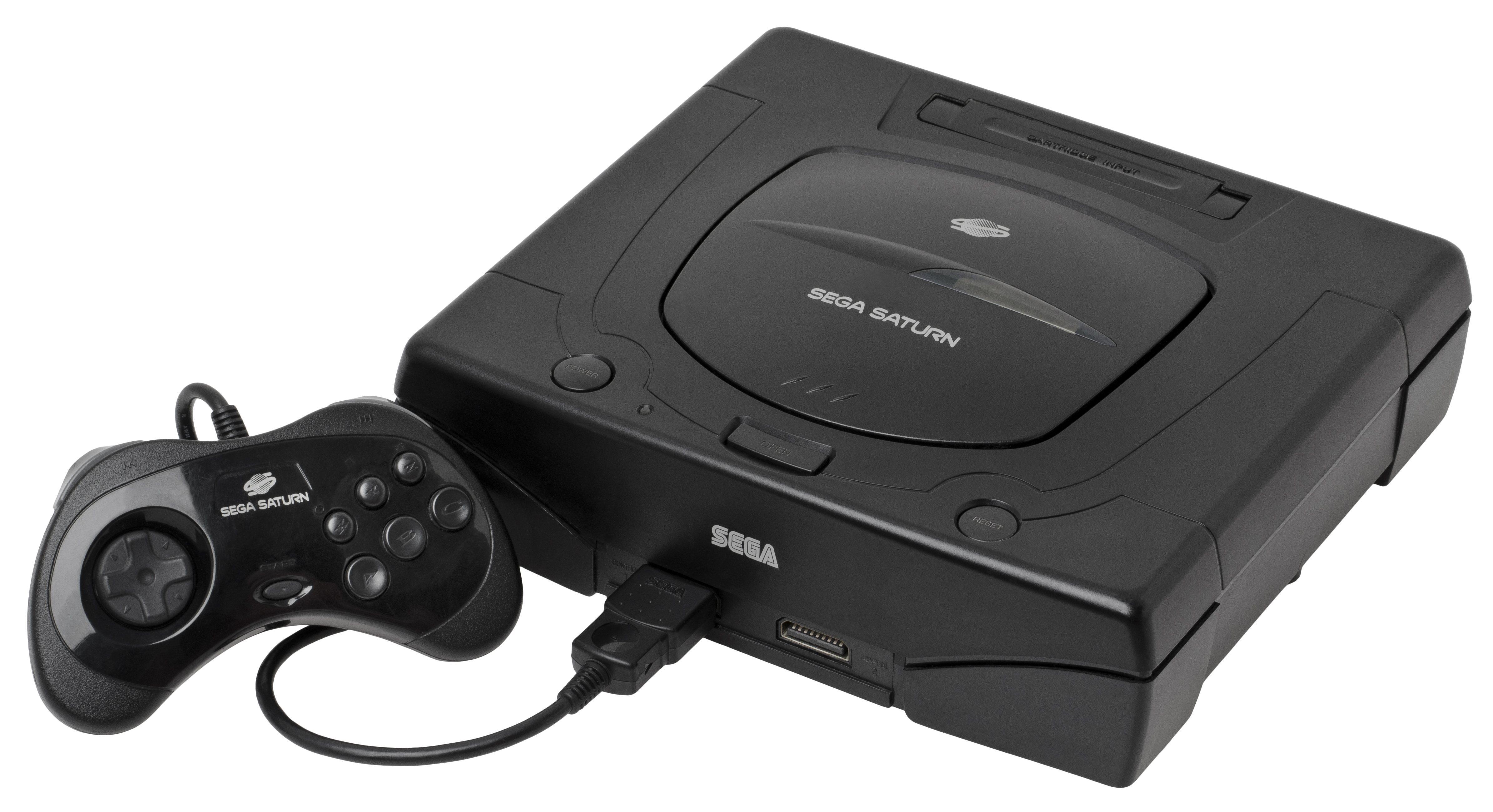
Sega Saturn.

Sega lanciò il Sega Saturn in Giappone il 22 novembre 1994, al prezzo di 44,800 yen. Virtua Fighter, disponibile dal lancio, era una fedele trasposizione dell'omonimo gioco arcade, che ottenne così tanto successo da piazzare una copia del gioco a quasi tutti coloro che comprarono la console, con una proporzione vicina all'1 a 1; fu quindi cruciale per il successo del lancio in Giappone. Aiutata dalla popolarità di Virtua Fighter, la prima fornitura di 200,000 Saturn fu esaurita il primo giorno, ottenendo una visibilità maggiore rispetto a quella dell'imminente PlayStation.
Arrivò dunque anche il lancio del Saturn in Europa, l'8 luglio 1995 al prezzo di 399 sterline.
Il mese del lancio di Saturn in Nord America fu invece il settembre del 1995. La campagna promozionale iniziò a marzo dello stesso anno e vedeva il giorno di lancio chiamato "Saturnday", da sabato (saturday) 2 settembre 1995. Il prezzo della console sarebbe stato 399 dollari con una copia di Virtua Fighter inclusa. Sega puntava a giocare d'anticipo rispetto a Sony e sfruttare al meglio il tempo che aveva prima del lancio della PlayStation.
Il 9 settembre 1995 fu il giorno in cui la PlayStation venne lanciata sul mercato nordamericano, e in soli due giorni vendette più di quanto avesse fatto il Saturn durante i suoi primi cinque mesi. Dopo un anno la Playstation si era già accaparrata il 20% del mercato nordamericano. Concentrata a limitare le perdite di Saturn, Sega fece anche l'errore di sottostimare tutti coloro che ancora giocavano sui sistemi a 16 bit, che nel 1995 erano circa il 64%. Molti avevano ancora un Mega Drive e chiedevano nuovi giochi per esso, ma Sega ormai puntava solo sui 32 bit, ignorando dunque una larga fetta di utenza e perdendo così un profitto sicuro.
Nel 1996, Sega si associò con la DreamWorks Pictures per lanciare una propria catena di sale gioco/centri per il divertimento, chiamata Sega Gameworks. A giugno del 1996 uscì in Giappone il Nintendo 64 e le vendite del Saturn e dei suoi giochi si riducevano sempre di più. Nel 1997 la PlayStation aveva già venduto il triplo della console Sega. Il Saturn fallì a guadagnarsi la posizione in testa al mercato, esattamente come il suo predecessore.
I cinque anni che seguirono furono di crisi per Sega: nell'anno fiscale che terminava a marzo del 1998 le azioni di Sega soffrirono la prima svalutazione da quando entrò in Borsa nel 1988. Per limitare i danni, Sega decise di mollare progressivamente la presa sul mercato nordamericano, e diffuse i suoi pessimi risultati finanziari solamente dopo aver annunciato che era in lavorazione un successore del Saturn; tale scelta lasciò i giocatori americani senza giochi Sega per quasi un anno. Sega continuava a soffrire ingenti perdite, e nel 1999 tagliò 1000 posti di lavoro, ovvero quasi un quarto della sua forza lavoro. Alla fine del suo ciclo vitale il Saturn vendette circa 9 milioni di unità, e per questo viene considerato un fallimento commerciale, pur avendo superato in Giappone il Nintendo 64 con le sue 5.54 milioni di unità vendute.

### Dreamcast e le difficoltà crescenti (1998–2001)

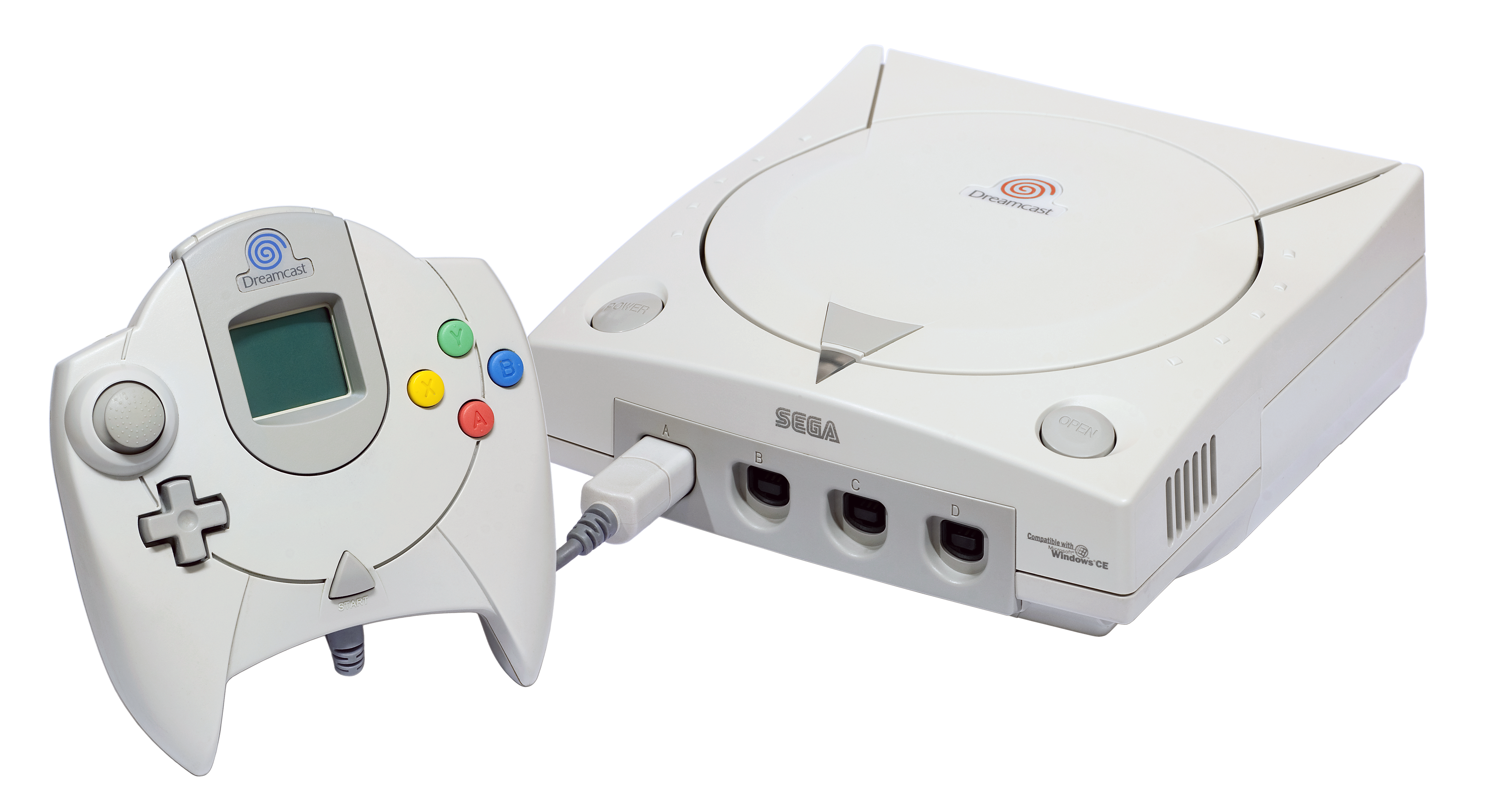
Sega Dreamcast in versione giapponese/americana e controller europeo con una VMU inserita; si può notare il differente colore del marchio fra territori

Il Sega Dreamcast, venne lanciato in Giappone il 27 novembre 1998, mentre negli Stati Uniti ed in Europa uscì, rispettivamente, nel settembre e nell'ottobre del 1999. Il Dreamcast si presentò al mondo con un prezzo estremamente competitivo, reso possibile grazie anche all'assemblaggio di componenti di serie, che tuttavia non impedivano alla console di sostenere giochi dalle prestazioni tecniche ben superiori rispetto alle sue dirette rivali: il Nintendo 64 e la PlayStation. Il lancio del Dreamcast in Giappone nel 1998 fu un fallimento. Lanciato con un ristretto catalogo di giochi ed offuscato dall'ombra dell'imminente PS2, il sistema non riuscì a godere del successo sperato, nonostante l'alta qualità dei giochi in arrivo per il paese.
Il lancio europeo ed americano si fece attendere fino al 1999 ma fu accompagnato da un maggior numero di giochi interni e di terze parti, oltre che da un'aggressiva campagna pubblicitaria. Fu un enorme successo, tanto da meritarsi il titolo di "miglior lancio hardware della storia" vendendo la cifra record di 500,000 console durante la prima settimana in Nord America. Tra la fine del 1999 e il 2000, il Dreamcast spopolò dunque grazie ad un buon livello qualitativo e quantitativo di giochi. La Sega aveva meravigliosi piani per questa bianca console, fra cui il lancio di SegaNet, il primo ISP di videogame della storia. Il Dreamcast fu la prima console a 128 bit ad affacciarsi sul mercato, anticipando di parecchio tempo la rivale PlayStation 2. Subito si capì che ci si trovava di fronte ad un hardware veramente ben studiato e con dei programmatori e game designer (soprattutto in Sega) di primissimo livello.
Tra i titoli disponibili ci furono Virtua Fighter 3, Sega GT, Sonic Adventure e Sonic Adventure 2, Crazy Taxi, Shenmue e Shenmue II, Phantasy Star Online che ebbero discreto successo, ma ciò non fu abbastanza per poter colmare i debiti di Sega e neppure la cospicua donazione di denaro da parte di Isao Okawa, uno degli uomini più ricchi del Giappone, riuscì a risanare le finanze della società. Nel tardo 1999, il presidente della Sega Isao Okawa, intervistato nel corso di un meeting, disse che in un futuro prossimo Sega avrebbe potuto dividersi tra hardware e software, ma che nell'immediato si sarebbero concentrati pienamente sul Dreamcast. Il 1º novembre 2000, Sega cambiò il nome della compagnia da Sega Enterprises a Sega Corporation.

### Il passaggio allo sviluppo di software per terze parti (2001-2003)

I risultati finanziari di Sega nel periodo 1998–2002, presi dai rapporti annuali della compagnia.

Il 23 gennaio 2001, la testata finanziaria giapponese Nihon Keizai Shimbun affermò che Sega prevedeva di cessare la produzione del Dreamcast e di sviluppare videogiochi per altre piattaforme. Dopo una prima smentita, Sega Japan pubblicò un comunicato stampa in cui si diceva che la compagnia stava effettivamente considerando l'idea di sviluppare software per PlayStation 2 e Game Boy Advance come parte di una "nuova gestione economica".
Fu così che il 31 gennaio 2001 Sega of America annunciò ufficialmente che da allora la compagnia sarebbe diventata uno sviluppatore esterno per console non Sega. La compagnia inizialmente adottò una politica da sviluppatore neutrale, chiamata nel settore "sviluppatore per terze parti", ovvero produsse videogiochi destinati a console create da altre compagnie, alcune di esse ex-rivali, il primo dei quali fu ChuChu Rocket! per il Game Boy Advance. I giochi arcade continuarono a venir prodotti, prima utilizzando la tecnologia Sega NAOMI, poi con le successive Sega NAOMI 2, Sega Hikaru, Sega Chihiro, Triforce (in collaborazione con Nintendo e Namco), Sega Lindbergh e RingEdge. Intanto la produzione del Dreamcast venne terminata nel marzo 2001. La Sega assicurò i possessori del Dreamcast che fino alla fine del 2002 sarebbero stati comunque prodotti numerosi giochi, come fu in effetti. Inoltre decise di lasciare alle case produttrici americane il diritto di creare nuove console utilizzando la tecnologia di tale console. A partire dal 31 marzo 2002, Sega subì 5 anni di perdite nette. Per aiutare la compagnia a colmare i debiti, il presidente nonché magnate Isao Okawa, prima della sua morte, fece alla compagnia una donazione privata di 695 milioni di dollari, e discusse con Microsoft riguardo ad una possibile vendita o fusione con la divisione Xbox; proposta che non venne accolta. Il 13 febbraio 2003, Sega Annunciò una possibile fusione con la Sammy Corporation, azienda produttrice di Pachinko, che si concluse tuttavia con un nulla di fatto. Altre proposte vennero prese in considerazione con Namco, Bandai, Electronic Arts e nuovamente con Microsoft. Nell'agosto 2003, a sorpresa, Sammy comprò una quota pari al 22% della CSK Holdings (la compagnia di proprietà di Isao Okawa), dopodiché il presidente della Sammy, Hajime Satomi, divenne il nuovo amministratore delegato di Sega. Con il presidente della Sammy a capo di Sega, venne avviato un importante rilancio del settore arcade per controbilanciare le perdite del settore casalingo.

### L'acquisizione da parte di Sammy e l'espansione (2003–2015)

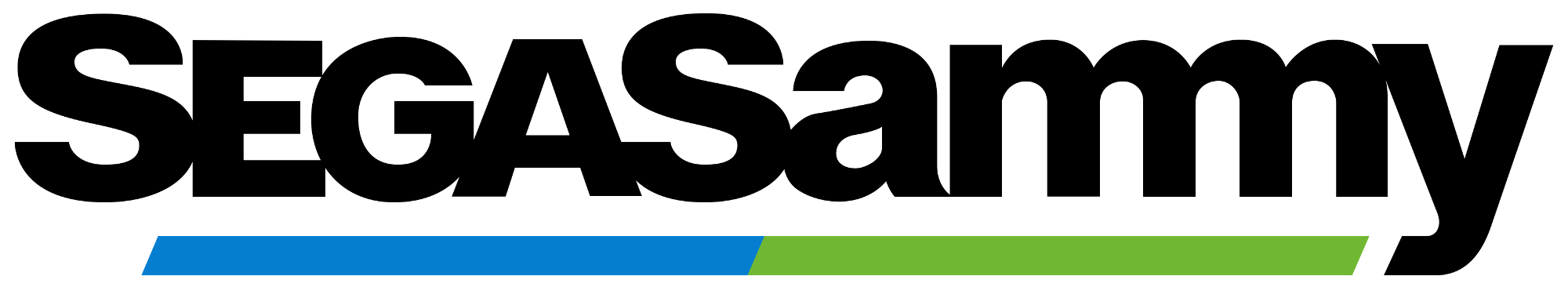
Logo della Sega Sammy Holdings Inc., nata nel 2004 dopo che la società produttrice di pachinko e pachislot Sammy Corporation rilevò la Sega Corporation

Nel tardo dicembre del 2003, Sega commercializzò Sonic Heroes, il primo gioco di Sonic multipiattaforma, lanciato in versione identica per Xbox, PlayStation 2, e GameCube.
Il 1º luglio 2004, numerosi studi che collaboravano esclusivamente con Sega, tra cui Wow Entertainment, Amusement Vision, Hitmaker, Smilebit, Sega Rosso, United Game Artists e AM2 vennero integrati in Sega, a seguito della fusione Sega-Sammy. Durante il 2004, Sammy comprò la quota di maggioranza della Sega Corporation al costo di 1 miliardo di dollari, creando la nuova compagnia Sega Sammy Holdings.
Dalla fine del 2005, Sega sperimentò una forte ripresa grazie agli sforzi fatti nei diversi settori. A contribuire al successo della compagnia furono le ottime vendite di molti nuovi giochi per console, alcuni dei quali diventati veri e propri franchise milionari come Hatsune Miku: Project DIVA, Ryu Ga Gotoku (conosciuta in occidente con il nome Yakuza) e molti altri. Nacquero grandi bestseller anche per sale giochi, fra i quali spiccano Sangokushi Taisen e Border Break, basati sul multigiocatore on-line e su sistemi di carte collezionabili. Le vendite del settore arcade genereranno profitti maggiori rispetto ai giochi per console, mobile e PC fino all'anno fiscale 2014.
Questo è anche il momento in cui Sega tenta un rilancio in Europa ed America del proprio marchio, acquistando compagnie occidentali come Sports Interactive e The Creative Assembly, assicurandosi dunque i diritti delle loro serie milionarie Football Manager e Total War.
Da questo momento Sega collabora con studi esterni come Backbone Entertainment, Monolith, Sumo Digital, Kuju Entertainment, Obsidian Entertainment e Gearbox Software per sviluppare i propri giochi. Acquistò anche diverse licenze per produrre giochi ispirati ai film cinematografici, come quelle Marvel Studios o quella di Alien.
Nel 2007, Sega e Nintendo sfruttano la licenza dei giochi olimpici di Sega per creare la fortunata serie di Mario & Sonic ai Giochi Olimpici, arrivata nel 2020 a sei episodi e che ha venduto in totale più di 20 milioni di unità. Il marchio Sonic venne poi sfruttato per molti giochi ad alto budget per le console Wii, Xbox 360, e PlayStation 3, tra essi vi sono Sonic Unleashed (2008), Sonic e il Cavaliere Nero (2009), Sonic Colours (2010), e Sonic Generations (2011). Ognuno di questi giochi vendette ottimamente in Nord America e in Europa, meno bene in Giappone. Il 2008 è l'anno in cui Sega approda nel mercato dei giochi per smartphone con Super Monkey Ball, primo gioco ad essere pubblicato in versione app su App Store.
Nel 2009 a Dubai, precisamente al secondo piano del Dubai Mall (un grande centro commerciale) è stato costruito il Sega Republic Media Center con attrazioni a tema. L'anno seguente, Sega inizia a collaborare alla realizzazione dei concerti olografici a tema Project DIVA fornendo il modello 3D di Hatsune Miku.
Anche a causa del calo del progressivo disinteresse per i giochi in edizione fisica negli anni '10, a partire dal 2012 Sega dismise gradualmente e chiuse cinque uffici situati in Europa ed Australia. Questo avvenne per focalizzare maggiore forza lavoro nel mercato dei giochi in digitale, come su PC e smartphone. Su queste piattaforme furono soprattutto Phantasy Star Online 2 e Chain Chronicle a rivelarsi un buon successo, quantomeno in Giappone. Nel mercato occidentale, la libreria di titoli per smartphone consisteva invece nell'emulazione di vecchi giochi e varie app a pagamento. Probabilmente oscurati dai vari giochi free-to-play della concorrenza, diciannove fra questi giochi mobile vennero rimossi nel maggio del 2015, nonostante la loro indubbia qualità. Nel 2012 Sega acquistò studi per lo sviluppo di applicazioni mobile, come Hardlight, Three Rings Design, e Demiurge Studios che divennero società sussidiarie a tutti gli effetti.
Il 17 maggio 2013, Sega annunciò al mondo una collaborazione con Nintendo per la serie di Sonic, e annunciò che i prossimi tre titoli del franchise, ovvero Sonic Lost World (2013), Mario & Sonic ai Giochi Olimpici Invernali di Sochi 2014 (2013) e Sonic Boom (2014), sarebbero stati distribuiti in esclusiva per le console Nintendo. Nella stessa occasione, Sega Europe annunciò che la pubblicazione in Europa e in Australia dei suddetti tre giochi di Sonic sarebbe stata gestita da Nintendo.
Nel settembre 2013, la Index Corporation venne rilevata da Sega Sammy dopo la bancarotta. Dopo l'acquisto, Sega ampliò i suoi settori di operatività grazie alla Index, e rinominò il ramo d'azienda dedicato allo sviluppo di videogiochi in Atlus.
Nel frattempo, il numero delle sale giochi di Sega si era ridotto gradualmente da 450 nel 2005 a circa 200 nel 2015.

### La ristrutturazione e il Sega Group (2015–oggi)
Durante l'aprile del 2015, Sega Corporation venne riorganizzata in Sega Group, uno dei tre gruppi della Sega Sammy Holdings. Fu fondata Sega Holdings Co., Ltd., che gestiva quattro settori di business. Haruki Satomi, figlio di Hajime Satomi, prese il comando come presidente e amministratore della compagnia nell'aprile 2015.. Sega Corporation cambiò nome in Sega Games Co., Ltd. e continuò a gestire videogiochi per console domestiche, mentre per la divisione arcade venne fondata Sega Interactive Co., Ltd.
Nel 2016 la Sega annunciò al Tokyo Game Show di aver comprato i diritti di tutti i giochi pubblicati della compagnia Technosoft di Kazue Matsuoka. Tra i fattori che influenzarono l'acquisizione vi fu la volontà del presidente della Technosoft a tenere in vita le sue proprietà intellettuali, poiché la Twenty-One Company, che tuttora possiede Technosoft, si mostrò poco propensa a sfruttarle; così venderle a Sega fu una soluzione alternativa. La Sega e la Technosoft collaboravano attivamente durante la commercializzazione del Mega Drive e questo vissuto fu tenuto in forte considerazione al momento dell'acquisizione. Sicché nel settembre del 2016 Sega registrò 21 marchi appartenuti fino a quel momento a Kazue Matsuoka.
Nell'aprile del 2017, Sega Sammy Holdings annunciò una ricollocazione degli uffici di Sega Sammy Group e delle sue filiali localizzate nell'area di Tokyo a Shinagawa-ku nel gennaio 2018. La motivazione fu che, così facendo, sarebbe stato possibile avvicinare il personale più importante dei gruppi Sega Sammy Holdings, Sammy Corporation, Sega Holdings, Sega Games, Atlus, Sammy Network, e Dartslive, per agevolare la cooperazione e la creatività. Nell'ottobre 2017, Sega of America apre il suo negozio online, conosciuto come Sega Shop. Ian Curran, prima dirigente alla THQ e alla Acclaim Entertainment, ha sostituito John Cheng come presidente di Sega of America nell'agosto del 2018. Nell'ottobre del 2018, Sega riportò risultati molto positivi in occidente per giochi come Yakuza 6 e Persona 5, grazie al lavoro di localizzazione da parte di Atlus USA.
Nonostante un incremento del 35 percento nelle vendite di giochi per console e il successo nel settore PC, i profitti dell'anno fiscale 2018 perdevano il 70 percento rispetto al precedente anno fiscale, essenzialmente a causa del mercato digitale che comprendeva i giochi mobile tra cui Phantasy Star Online 2. In risposta, Sega annunciò che il mercato digitale si sarebbe da lì in avanti concentrato su un minor numero di proprietà intellettuali più affermate e contemporaneamente avrebbe espanso tale segmento con l'aiuto di edizioni fisiche, specialmente in occidente. Sega individuò la causa del calo in alcuni errori di calcolo e nell'avere troppi progetti in sviluppo. Tali progetti di Sega includevano un nuovo gioco della serie Yakuza, Persona 5 Strikers, la pellicola cinematografica Sonic - Il film ed il Sega Mega Drive Mini, che venne rilasciato nel settembre 2019. Nel maggio 2019, Sega comprò i Two Point Studios, favorevolmente conosciuti per aver creato la serie di videogiochi Two Point Hospital.
Il 1º aprile 2020, Sega Interactive si unì con Sega Games Co., Ltd. La compagnia assume nuovamente il nome Sega Corporation, e Sega Holdings Co., Ltd. venne rinominata Sega Group Corporation. Stando alle dichiarazioni della compagnia, tale iniziativa venne presa per favorire una maggiore efficienza nella ricerca e nello sviluppo. Nell'aprile 2020, Sega vendette i Demiurge Studios al cofondatore dei Demiurge Albert Reed. I Demiurge comunicarono l'intenzione di continuare a supportare i giochi mobile sviluppati sotto l'etichetta Sega.
Ai Metacritic's 11th Annual Game Publisher Rankings, Sega si è classificata come miglior publisher di videogiochi dell'anno 2021.
Il 17 aprile 2023, viene annunciata l'acquisizione della società Rovio Entertainment, sviluppatrice di Angry Birds, per 706 milioni di euro. L'acquisizione è stata completata il 18 agosto 2023.

## Organizzazione
Sega Corporation, la sede principale così come gran parte della divisione per l'intrattenimento domestico, si trova nel distretto di Ōta a Tokyo, in Giappone. La divisione europea Sega Europe Ltd., ha sede nell'area di Brentford a Londra, nel Regno Unito. La divisione nordamericana di Sega, Sega of America Inc., ha sede a San Francisco, dopo che vi si è trasferita nel 1999 da Redwood City, in California. Sega Publishing Korea ha sede nel distretto di Jongno a Seul, in Corea del Sud. Ogni gestione europea al di fuori del Regno Unito ha chiuso il 1º luglio 2012 a causa della grande recessione del 2007. La distribuzione dei prodotti Sega in Australia a partire dal 1º luglio 2012 viene gestita dalla Five Star Games, che rileva gran parte dei profitti di Sega Australia.

### Dirigenti d'azienda

#### Sega of Japan - Giappone
- Hayao Nakayama: Cofondatore, presidente (1984–1998)
- Shoichiro Irimajiri: Presidente (1998–2000)
- Isao Okawa: Presidente (2000–2001; morto poco prima della cessata produzione del Dreamcast in Nord America, incurante dei debiti di Sega, donò 695 milioni di dollari fra azioni Sega e CSK alla Sega Corporation)
- Hideki Sato: Presidente (2001-2003)
- Hisao Oguchi: Presidente (2003–2008)
- Okitane Usui: Presidente (2008–2012; ingaggiato poi da Groupon come vice presidente internazionale dell'Asia orientale)
- Toshihiro Nagoshi: Direttore e CCO (2012–oggi)
- Naoya Tsurumi: Presidente e COO (2012–oggi)
- Hideki Okamura: Presidente (2014–oggi)
- Haruki Satomi: Presidente e CEO (2015–oggi)

#### Sega of America - Nord America
- Ian Curran: Presidente di Sega of America (dal 2018)
- John Cheng: Presidente di Sega of America (2012-2018)
- Mike Hayes: Presidente di Sega of America (2009–2012)
- Charles Hawk: Ex-vice presidente degli affari societari e strategici
- Simon Jeffery: Ingaggiato dalla LucasArts, Simon Jeffery Presidente di Sega Of America (2003–2009)
- Zachary Brown: Produttore esecutivo di Billy Hatcher and the Giant Egg e scrittore di Sonic Colours
- Tom Kalinske: Presidente Sega Of America (1991–1996), membro del consiglio d'amministrazione (anni novanta)
- Michael Katz: Presidente Sega Of America (1989–1991)
- Peter Moore: Vice presidente (1996–1999), Presidente Sega Of America (1999–2003)
- David Rosen: Cofondatore, membro del consiglio d'amministrazione
- Scott Steinberg: Vicepresidente marketing in Sega Of America (2003–2007)
- Bernie Stolar: Ingaggiato da Sony, Presidente di Sega Of America (1996–1999)
- Aaron Bannerman: Amministratore delegato (2007–2009)
- Bruce Lowry: Presidente Sega Of America (1986–1988)

#### Sega Europe - Europa
- Jürgen Post: Presidente di Sega of Europe (2012–present)
- Mike Hayes: Presidente di Sega of Europe (2009–2012)
- Robert Deith: Cofondatore di Sega Europe (1991–2001)
- Paul Williams: Ex amministratore delegato di Sega Amusements Ltd

#### Corea
- Yasutaka Sato: Presidente Sega Publishing Korea (2005–2008)
- Kazunobu Takita: Presidente Sega Publishing Korea (2008–2011)
- Tooru Matsuo: Presidente Sega Publishing Korea (2011–2013)
- Akira Nomoto: Presidente Sega Publishing Korea (dal 2013)

### Ricerca e sviluppo

#### Divisione Hardware
- Hideki Sato: Capo del team Sega Away (1985–2001) (chiamato anche Sega Hardware Team R&D)

#### Divisione sviluppo videogiochi
- Toshihiro Nagoshi: Creatore del più grande successo arcade di Sega, Daytona USA. Creatore delle serie milionarie Super Monkey Ball e Yakuza, responsabile creativo della compagnia
- Mie Kumagai: Direttore di AM3, in precedenza guidata da Hisao Oguchi, che creò alcuni fra i più grandi successi arcade della compagnia come Crazy Taxi, Virtual-On, Derby Owners Club e Virtua Tennis
- Yūji Naka: Co-creatore della mascotte della compagnia, proprietario dello studio indipendente Prope
- Yu Suzuki: Creatore e inventore di generi-chiave della compagnia quali Out Run, Space Harrier, After Burner, Hang-On, Virtua Racing, Virtua Cop, Virtua Fighter e Shenmue, proprietario della YS.NET
- Noriyoshi Ohba: Creatore di alcune icone della compagnia, fra cui Shinobi e la serie di Streets of Rage, assieme ad uno dei più grandi sostenitori della compagnia, Sangokushi Taisen, amministratore delegato della Premium Agency
- Rieko Kodama: Uno dei più grandi responsabili del successo di Sega nel settore casalingo, grazie a giochi come Alex Kidd, Quartet, Altered Beast, Phantasy Star e Sonic the Hedgehog
- Makoto Uchida: Creatore di Golden Axe e Altered Beast, a capo di Sega China
- Howard Drossin: Autore di molte colonne sonore di videogiochi Sega a partire dagli anni 90